# Benjamin Jacob
Benjamin Jacob (Londres, 1 d'abril de 1778 – 24 d'agost de 1829) fou un compositor i organista anglès.
Als 10 anys ja era un notable concertista i va ser organista de diverses esglésies de Londres. Publicà una col·lecció titulada National Psalmody i diverses col·leccions religioses.